# Serguei Rakhmàninov
Serguei Rakhmàninov (rus: Сергей Васильевич Рахманинов)  (Starorusskij ujezd, 1 d'abril de 1873 - Beverly Hills, 28 de març de 1943), nom complet amb patronímic Serguei Vassílievitx Rakhmàninov (rus: Серге́й Васи́льевич Рахма́нинов), fou un compositor, pianista i director d'orquestra rus. Mentre va viure a Occident, al llarg de l'última meitat de la seva vida, es va fer anomenar Sergei Rachmaninoff (signava amb aquest format).
Rakhmàninov és àmpliament considerat un dels millors pianistes de la seva època i, com a compositor, un dels últims grans representants del romanticisme a la música clàssica russa. Les primeres influències de Txaikovski, Rimski-Kórsakov i altres compositors russos van donar pas a un idioma completament personal, destacat pel seu melodisme, expressivitat, denses textures contrapuntístiques i rics colors orquestrals. El piano ocupa un lloc destacat en la producció compositiva de Rakhmàninov i va utilitzar les seves habilitats com a intèrpret per explorar plenament les possibilitats expressives i tècniques de l'instrument.
Nascut en una família de músics, Rakhmàninov va començar a aprendre el piano a quatre anys. Va estudiar piano i composició al Conservatori de Moscou, del qual es va graduar el 1892, havent escrit ja diverses composicions. El 1897, després de la desastrosa estrena de la seva Simfonia núm. 1, Rakhmàninov va entrar en una depressió de quatre anys i va compondre poc, fins que la teràpia de suport li va permetre completar el seu ben rebut Concert per a piano núm. 2 el 1901. Rakhmàninov va passar a ser director del Teatre Bolxoi entre 1904 – 1906, i es va traslladar a Dresden, Alemanya, el 1906. Més tard es va embarcar en la seva primera gira pels Estats Units com a pianista el 1909.
Després de la Revolució Russa, Rakhmàninov i la seva família van abandonar Rússia definitivament i es van establir a Nova York el 1918. Després d'això, va passar la major part del seu temps de gira com a pianista pels Estats Units i Europa, a partir de 1932 va passar els estius a la seva vila de Suïssa. Durant aquest temps, l'ocupació principal de Rakhmàninov va ser la interpretació, i la seva producció compositiva va disminuir significativament, i va completar només sis obres després d'abandonar Rússia. El 1942, la seva salut deteriorada el va portar a traslladar-se a Beverly Hills, Califòrnia, on va morir de melanoma el 1943.

## Biografia i carrera

### Ascendència i primers anys: 1873–1885

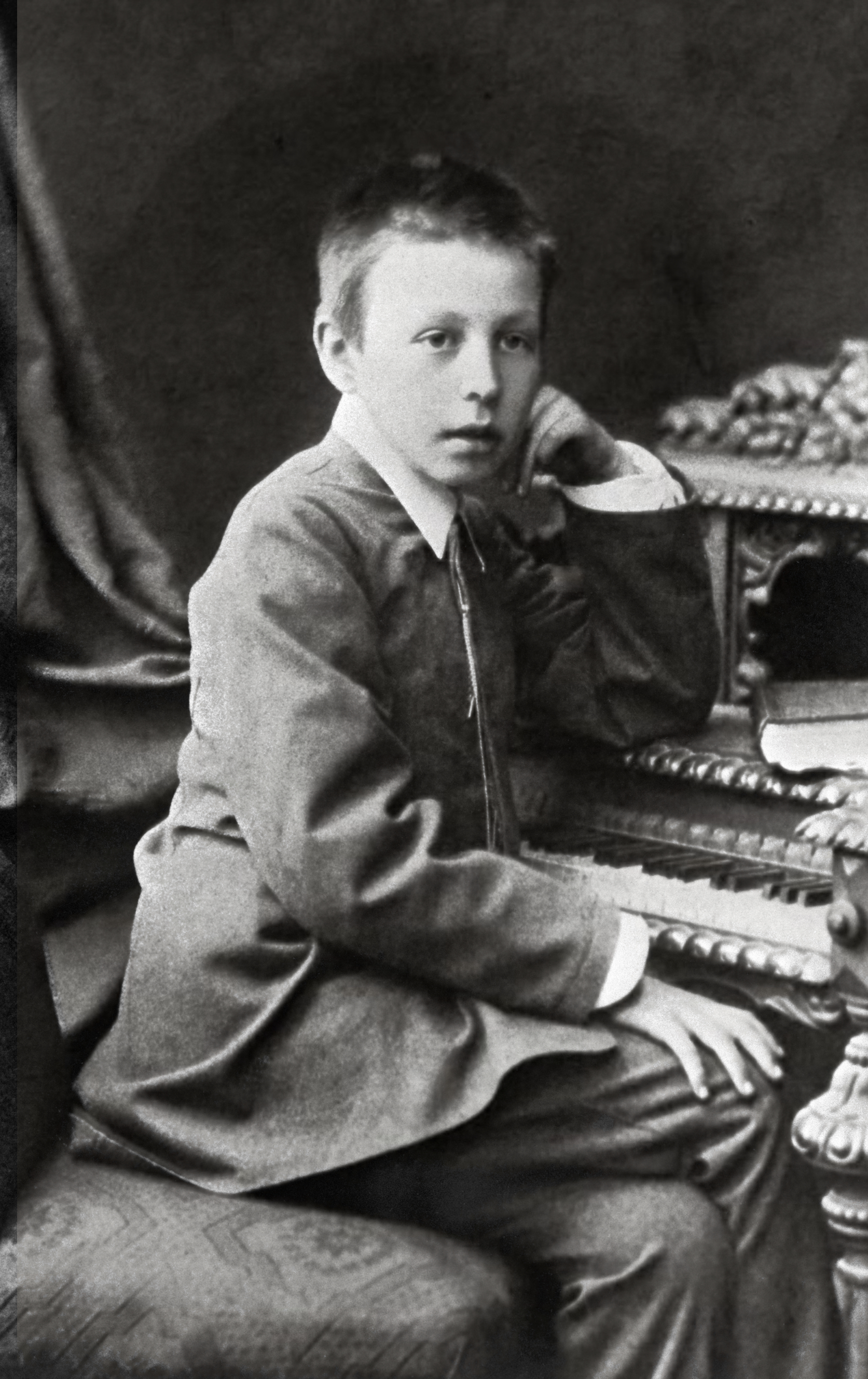
Rakhmàninov als 10 anys a Sant Petersburg, Rússia

Rakhmàninov va néixer l'1 d'abril de 1873 en una família de l'⁣aristocràcia russa a l'⁣Imperi Rus. La tradició familiar afirma la descendència d'un llegendari Vasili, sobrenomenat "Rakhman", un suposat net d'⁣Esteve III de Moldàvia. La família de Rakhmàninov tenia una forta inclinació musical i militar. El seu avi patern, Arkadi Aleksandrovitx, era un músic que havia pres lliçons del compositor irlandès John Field. El seu pare, Vasili Arkadievitx Rakhmàninov (1841–1916), va ser un oficial de l'exèrcit i un pianista aficionat que es va casar amb Liubov Petrovna (nascuda Butakova, 1853–1929), filla d'un ric general de l'exèrcit que li va donar cinc propietats com a part del seu dot. La parella va tenir tres fills i tres filles, sent Serguei el seu tercer fill.
Rakhmàninov va néixer a la finca familiar del poble de Semionovo, prop de Staraia Russa, governació de Novgorod. El seu naixement es va registrar al llibre de l'església de Semionovo. Després que Serguei va complir quatre anys, la família es va traslladar a una altra casa a la finca de Oneg, a uns 180 km al nord de Semionovo, i la finca de Semionovo va ser venuda el 1879 pel pare de Rakhmàninov. El jove Serguei Rakhmàninov es va criar a la finca d'Oneg des dels quatre anys fins als nou anys, i el va citar erròniament com el seu lloc de naixement en la seva vida adulta. Rakhmàninov va començar les classes de piano i música organitzades per la seva mare a quatre anys. Va notar la seva capacitat per reproduir passatges de memòria sense una nota equivocada. En saber la notícia del regal del nen, Arkadi li va suggerir que contractés Anna Ornatskaia, mestra i acabada de graduar del Conservatori de Sant Petersburg, per viure amb la família i començar l'ensenyament formal. Rakhmàninov va dedicar el seu famós romanç per a veu i piano Spring Waters de 12 Romances, op. 14, a Ornatskaia.
El pare de Rakhmàninov, que volia que fos entrenat per l'acadèmia militar Page Corps i després s'incorporés a l'exèrcit, va haver de vendre les cinc finques una per una per pagar els seus deutes a causa de la seva incompetència financera i, per tant, no es podia permetre una carrera militar cara per a ell. L'última finca d'Oneg es va subhastar el 1882, i la família es va traslladar a un petit pis a Sant Petersburg. El 1883, Ornatskaia va organitzar que Rakhmàninov, que ara tenia 10 anys, estudiés música al Conservatori de Sant Petersburg. Més tard aquell any, la seva germana Sofia va morir de diftèria, i el seu pare va abandonar la família per anar-se'n a Moscou. La seva àvia materna va intervenir per ajudar a criar els nens amb un enfocament particular en la seva vida religiosa, portant regularment a Rakhmàninov als serveis de l'Església ortodoxa russa on va trobar per primera vegada càntics litúrgics i campanes de l'església, dues característiques que incorporaria a les seves composicions.

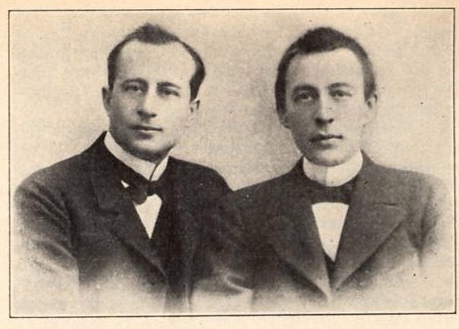
Aleksandr Ziloti i Rakhmàninov

El 1885, Rakhmàninov va patir una altra pèrdua quan la seva germana Ielena va morir als 18 anys d'⁣anèmia perniciosa. Va tenir una influència musical important en Rakhmàninov i l'havia introduït a les obres de Piotr Ilitx Txaikovski. Com a respir, la seva àvia el va portar a una granja al costat del riu Volkhov. Al Conservatori, però, havia adoptat una actitud relaxada, va jugar a l'absentisme escolar, va suspendre les classes d'educació general i havia alterat intencionadament les seves butlletes de notes. Rakhmàninov va actuar en esdeveniments celebrats al Conservatori de Moscou durant aquest temps, inclosos els que van assistir el Gran Duc Konstantí i altres personatges notables. No obstant això, quan va suspendre els exàmens de primavera, Ornatskaia va notificar a la seva mare que la seva admissió a estudis superiors podria ser revocada. Aleshores, la seva mare va consultar amb Aleksandr Ziloti, el seu nebot i un excel·lent pianista i alumne de Franz Liszt. Va recomanar transferir Rakhmàninov al Conservatori de Moscou per rebre lliçons del seu antic mestre, el més estricte Nikolai Zvérev, que va durar fins a 1888.

### Conservatori de Moscou i primeres composicions: 1885–1894
A la tardor de 1885, Rakhmàninov es va traslladar a viure amb Zvérev i es va quedar durant gairebé quatre anys, durant els quals es va fer amic del seu company Aleksandr Skriabin. Després de dos anys de matrícula, Rakhmàninov, de quinze anys, va rebre una beca Rubinstein, i es va graduar a la divisió inferior del Conservatori per convertir-se en alumne de Ziloti en piano avançat, Serguei Tanéiev en contrapunt i Anton Arenski en composició lliure. El 1889, es va formar una fractura entre Rakhmàninov i Zvérev, ara el seu assessor, després que Zvérev rebutgés la sol·licitud d'ajuda del compositor per llogar un piano i una major intimitat per compondre. Zvérev, que creia que la composició era un malbaratament per als pianistes talentosos, es va negar a parlar amb Rakhmàninov durant un temps i es va organitzar perquè visqués amb el seu oncle i la seva tia Satin i la seva família a Moscou. Aleshores, Rakhmàninov va trobar el seu primer romanç amb Vera, la filla petita de la veïna família Skalon, però la seva mare s'hi va oposar i li va prohibir que li escrigués, deixant-lo tenit correspondència amb la seva germana gran Natalia. És a partir d'aquestes cartes on es poden rastrejar moltes de les primeres composicions de Rakhmàninov.

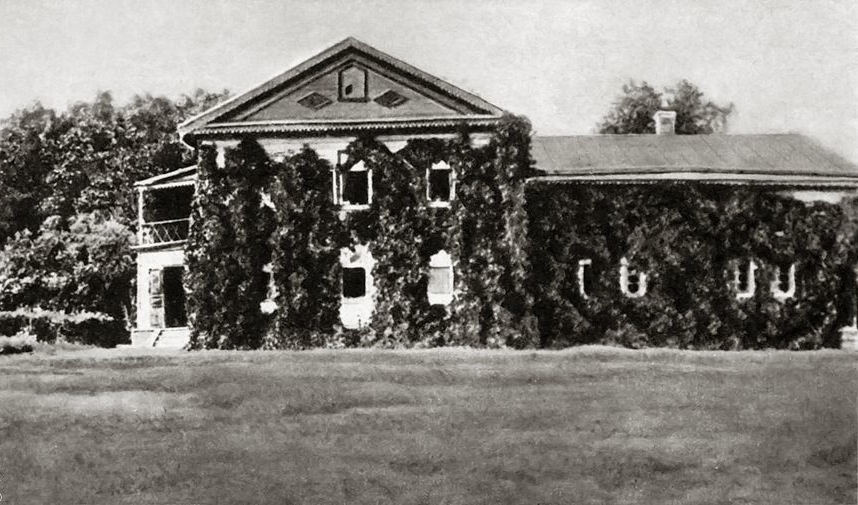
Ivanovka era el lloc ideal perquè Rakhmàninov pogués compondre.

Rakhmàninov va passar les seves vacances d'estiu el 1890 amb els Satins a Ivanovka, la seva finca privada prop de Tambov, a la qual el compositor tornaria moltes vegades fins al 1917. L'entorn pacífic i bucòlic es va convertir en una font d'inspiració per al compositor que va completar moltes composicions mentre estava a la finca, inclosa l'op. 1, Concert per a piano núm. 1, que acabà el juliol de 1891, i dedicà a Ziloti. També aquell any, Rakhmàninov va completar la Simfonia Juvenil en un sol moviment i el poema simfònic Prince Rostislav. Ziloti va abandonar el Conservatori de Moscou després d'acabar l'any acadèmic el 1891 i Rakhmàninov va demanar fer els seus exàmens finals de piano un any abans per evitar que li assignessin un professor diferent. Malgrat la poca fe de Ziloti i del director del Conservatori Vassili Safónov, ja que només tenia tres setmanes de preparació, Rakhmàninov va rebre l'ajuda d'un graduat recent que estava familiaritzat amb les proves i les va aprovar amb honors el juliol de 1891. Tres dies després, va aprovar els exàmens anuals de teoria i composició.  El seu progrés es va aturar inesperadament a la segona meitat de 1891 quan va contreure un cas greu de malària durant les seves vacances d'estiu a Ivanovka.
Durant el seu darrer any al Conservatori, Rakhmàninov va fer el seu primer concert independent, on va estrenar el Trio élégiaque el gener de 1892, seguit de la interpretació del primer moviment del seu Concert per a piano núm. 1 dos mesos més tard. També li va concedir la seva sol·licitud de presentar-se als exàmens finals de teoria i composició un any abans, per la qual cosa va escriure Aleko, una òpera en un acte basada en el poema narratiu Els gitanos d'⁣Alexandre Puixkin, en disset dies. Es va estrenar el maig de 1892 al Teatre Bolxoi⁣; Txaikovski va assistir i va elogiar Rakhmàninov pel seu treball. Rakhmàninov creia que "segur que fracassaria", però la producció va tenir tant d'èxit que el teatre va acceptar produir-la protagonitzada pel cantant Fiódor Xaliapin, que es convertiria en un amic de tota la vida. Amb Aleko, va la nota més alta al Conservatori i una Gran Medalla d'Or, una distinció que només s'havia atorgat anteriorment a Tanéiev i Arseni Koresxenko. Zvérev, membre del comitè d'exàmens, va regalar al compositor el seu rellotge d'or, posant així fi a anys d'allunyament. El 29 de maig de 1892, el Conservatori va emetre a Rakhmàninov un diploma que li va permetre definir-se oficialment com a "Artista Lliure".
Quan es va graduar, Rakhmàninov va continuar component i va signar un contracte editorial de 500 rubles amb Gutheil, en virtut del qual Aleko, dues peces (op. 2) i Sis cançons (op. 4) van ser dels primers publicats. El compositor abans havia guanyat 15 rubles al mes donant classes de piano. Va passar l'estiu de 1892 a la finca d'Ivan Konavalov, un ric terratinent a l'⁣oblast de Kostroma, i es va traslladar amb els Satins al districte d'Arbat. Els retards en rebre el pagament de Gutheil van fer que Rakhmàninov cerqués altres fonts d'ingressos, cosa que va portar a un compromís a l'Exposició Elèctrica de Moscou el setembre de 1892, el seu debut públic com a pianista, on va estrenar el seu emblemàtic Preludi en do sostingut menor de la seva peça per a piano de cinc parts Morceaux de fantaisie (op. 3). Li van pagar 50 rubles per la seva aparició. Va tenir una bona acollida i es va convertir en una de les seves peces més populars i perdurables.  El 1893, va completar el seu poema sonor La roca, que va dedicar a Rimski-Kórsakov.
El 1893, Rachmaninoff va passar un estiu productiu amb amics a una finca de l'oblast de Khàrkiv on va compondre diverses peces, incloent-hi Fantaisie-Tableaux (també conegut com a Suite núm. 1, op. 5) i Morceaux de salon (op. 10). Al setembre, va publicar Sis cançons (op. 8), un grup de cançons amb traduccions d'⁣Aleksei Plesxéiev de poemes ucraïnesos i alemanys. Rakhmàninov va tornar a Moscou, on Txaikovski va acceptar dirigir La Roca per a una propera gira europea. Durant el seu viatge posterior a Kíev per dirigir les representacions d'Aleko, es va assabentar de la mort de Txaikovski a causa del còlera. La notícia va deixar a Rakhmàninov atònit; més tard aquell dia, va començar a treballar en el Trio élégiaque per a piano, violí i violoncel com a homenatge, que va completar en un mes. L'aura de tristesa de la música revela la profunditat i la sinceritat del dolor de Rakhmàninov pel seu ídol. La peça va debutar en el primer concert dedicat a les composicions de Rakhmàninov el 31 de gener de 1894.

### Simfonia núm. 1, depressió i debut a la direcció: 1894–1900
Rachmaninoff va entrar en declivi després de la mort de Txaikovski. Li faltava la inspiració per compondre, i la direcció del Gran Teatre havia perdut l'interès per mostrar l'Aleko i el treia del programa. Per guanyar més diners, Rakhmàninov va tornar a donar classes de piano —cosa que odiava— i, a finals de 1895, va acceptar una gira de tres mesos per Rússia amb un programa compartit per la violinista italiana Teresina Tua. La gira no va ser agradable per al compositor i va renunciar abans que s'acabés, sacrificant així els seus honoraris. En una petició més desesperada de diners, Rakhmàninov va empenyorar el seu rellotge d'or que li havia donat Zvérev. El setembre de 1895, abans de començar la gira, Rakhmàninov va completar la seva Simfonia núm. 1 (op. 13), una obra concebuda al gener i basada en càntics que havia escoltat als serveis de l'església ortodoxa russa. Rakhmàninov hi havia treballat tant que no va poder tornar a la composició fins que no va sentir interpretar la peça. Això va durar fins a l'octubre de 1896, quan durant un viatge en tren li van robar "una suma de diners força important" que no pertanyia a Rakhmàninov i que estava en el seu poder i va haver de treballar per recuperar les pèrdues. Entre les peces compostes hi havia Six Choruses (op. 15) i Six moments musicaux (op. 16), la seva darrera composició completada durant diversos mesos.

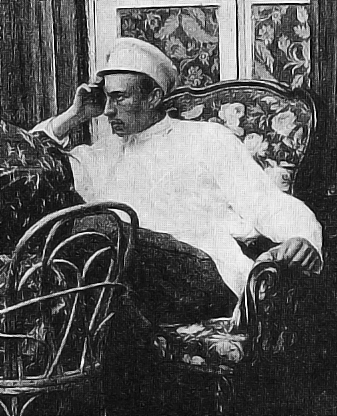
Rakhmàninov el 1897, any en què es va estrenar la seva Simfonia núm. 1

La fortuna de Rakhmàninov va fer un gir després de l'estrena de la seva Simfonia núm. 1 el 28 de març de 1897 en una d'una llarga sèrie de concerts simfònics russos dedicats a la música russa. La peça va ser brutalment criticada pel crític i compositor nacionalista César Cui, que la va comparar amb una representació de les set plagues d'Egipte, suggerint que seria admirada pels "reclusos" d'un conservatori de música a l'infern.  Les deficiències de l'actuació, dirigida per Aleksandr Glazunov, no van ser comentades per altres crítics, però segons una memòria d'⁣Aleksandr Ossovski, un amic íntim de Rakhmàninov, Glazunov va fer un mal ús del temps d'assaig, i el programa del concert, que contenia dues altres estrenes, també va ser un factor important. Altres testimonis, inclosa la dona de Rakhmàninov, van suggerir que Glazunov, un alcohòlic, podria haver anat begut. Després de la reacció a la seva primera simfonia, Rakhmàninov va escriure el maig de 1897 que "no estic gens afectat" per la manca d'èxit o la reacció crítica, però es va sentir "profundament afligit i molt deprimit pel fet que la meva Simfonia ... no em va agradar gens després del seu primer assaig". Va considerar que la seva interpretació va ser pobra, especialment la contribució de Glazunov. La peça no es va interpretar durant la resta de la vida de Rakhmàninov, però ell la va revisar en un arranjament per a piano a quatre mans el 1898.
Rakhmàninov va caure en una depressió que va durar tres anys, durant els quals va tenir un bloqueig d'escriptor i gairebé no va compondre res. Va descriure aquest temps "com l'home que havia patit un ictus i durant molt de temps havia perdut l'ús del cap i les mans". Es guanyava la vida donant classes de piano. Un cop de bona sort va venir de Savva Màmontov, un industrial rus i fundador de l'⁣Òpera Russa Privada de Moscou, que va oferir a Rakhmàninov el càrrec d'assistent de direcció per a la temporada 1897–1898. El compositor sense diners va acceptar, dirigint Samson et Dalila de Camille Saint-Saëns com la seva primera òpera el 12 d'octubre de 1897. A finals de febrer de 1899, Rakhmàninov va intentar compondre i va completar dues peces breus per a piano, Morceau de Fantaisie i Fughetta en fa major. Dos mesos més tard, va viatjar a Londres per primera vegada per actuar i dirigir, guanyant crítiques positives. A finals de 1899, però, la seva depressió va empitjorar després d'un estiu improductiu; va compondre una cançó, "El destí", que més tard es va convertir en una de les seves dotze cançons (op. 21), i va deixar composicions per a una possible visita de retorn a Londres incompletes. En un intent de reviure el seu desig de compondre, la seva tia va organitzar que l'escriptor Lev Tolstoi, a qui Rakhmàninov admirava molt, fes que el compositor visités casa seva i rebé paraules d'encoratjament. La visita no va tenir èxit, no va fer res per ajudar-lo a compondre amb la fluïdesa que tenia abans.

### Recuperació, aparició i direcció: 1900–1906

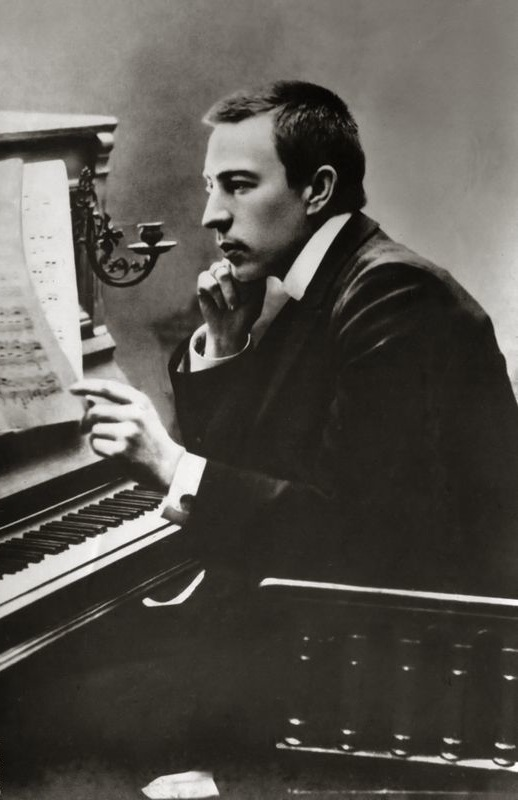
Rakhmàninov a principis del 1900

El 1900, Rakhmàninov s'havia fet tan autocrític que, malgrat els nombrosos intents, compondre s'havia tornat gairebé impossible. Aleshores, la seva tia li va suggerir ajuda professional, després d'haver rebut un tractament satisfactori d'un amic de la família, metge i músic aficionat Nikolai Dahl, al qual Rakhmàninov va acceptar sense resistència. Entre gener i abril de 1900, Rakhmàninov es va sotmetre a sessions diàries d'hipnoteràpia i teràpia de suport amb Dahl, estructurades específicament per millorar els seus patrons de son, estat d'ànim i gana i reactivar el seu desig de compondre. Aquell estiu, Rakhmàninov va sentir que "les noves idees musicals van començar a remoure's" i va reprendre amb èxit la composició. La seva primera obra completament acabada, el Concert per a piano núm. 2, va ser acabada l'abril de 1901; està dedicat a Dahl. Després de l'estrena del segon i tercer moviment el desembre de 1900 amb Rakhmàninov com a solista, la peça sencera es va interpretar per primera vegada el 1901 i va ser rebuda amb entusiasme. La peça va valdre al compositor un premi Glinka, el primer dels cinc que se li van concedir al llarg de la seva vida, i un premi de 500 rubles el 1904.
Enmig de la seva carrera professional, Rakhmàninov es va casar amb Natalia Satina el 12 de maig de 1902 després d'un compromís de tres anys. Com que eren cosins germans, el matrimoni estava prohibit per un dret canònic imposat per l'Església ortodoxa russa; a més, Rakhmàninov no era un assistent habitual de l'església i va evitar la confessió, dues coses que un sacerdot hauria hagut de confirmar que va fer en signar un certificat de matrimoni. Per eludir l'oposició de l'església, la parella va utilitzar els seus antecedents militars i va organitzar una petita cerimònia en una capella d'una caserna de l'exèrcit dels suburbis de Moscou amb Ziloti i el violoncel·lista Anatoli Brandukov com a padrins. Van rebre la més petita de dues cases a la finca Ivanovka com a regal i van anar de lluna de mel de tres mesos per Europa. Al seu retorn, es van instal·lar a Moscou, on Rakhmàninov va reprendre la feina com a professor de música a la St. Catherine's Women's College i a l'Institut Elizabeth. El febrer de 1903 havia completat la seva composició per a piano més gran de la seva carrera en aquell moment, les Variacions sobre un tema de Chopin (op. 22). El 14 de maig de 1903 va néixer la primera filla de la parella, Irina Sergueievna Rakhmaninova. Durant les vacances d'estiu a Ivanovka, la família va patir una malaltia.

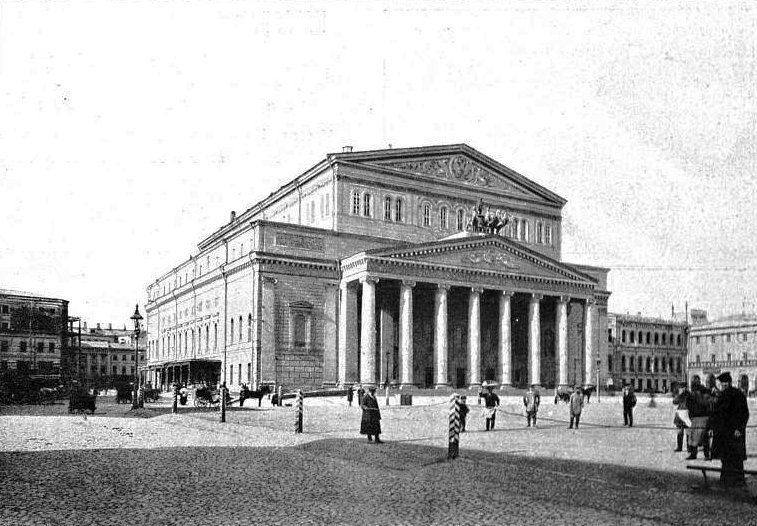
El Teatre Bolxoi el 1905, durant l'època de Rakhmàninov com a director

El 1904, en un canvi de carrera, Rakhmàninov va acceptar convertir-se en director del Teatre Bolxoi durant dues temporades. Es va guanyar una reputació mixta durant el seu temps al càrrec, fent complir una estricta disciplina i exigint alts estàndards d'interpretació. Influenciat per Richard Wagner, va ser un pioner en l'arranjament modern dels músics de l'orquestra a la fosa i en la pràctica actual de posar-se dret mentre dirigeix. També treballava amb cada solista a part, fins i tot acompanyant-los al piano. El teatre va presentar l'estrena de les seves òperes El cavaller avar i Francesca da Rimini.
En el transcurs de la seva segona temporada com a director, Rakhmàninov va perdre l'interès pel seu càrrec. El malestar social i polític al voltant de la Revolució de 1905 començava a afectar els intèrprets i el personal del teatre, que van fer protestes i reivindicacions per millorar els salaris i les condicions. Rakhmàninov es va mantenir en gran part desinteressat per la política que l'envoltava i l'esperit revolucionari havia fet que les condicions de treball fossin cada cop més difícils. El febrer de 1906, després de dirigir 50 actuacions a la primera temporada i 39 a la segona, Rakhmàninov va presentar la seva renúncia. Després va portar la seva família a fer un recorregut per Itàlia amb l'esperança de completar noves obres, però la malaltia va afectar la seva esposa i la seva filla, i van tornar a Ivanovka. Els diners aviat es van convertir en un problema després de la renúncia de Rakhmàninov dels seus càrrecs a les escoles St. Catherine's i Elizabeth, deixant-li només l'opció de compondre.

### Trasllat a Dresden i primera gira pels Estats Units: 1906–1917
Cada cop més descontent amb l'agitació política a Rússia i amb necessitat d'aïllar-se de la seva animada vida social per poder compondre, Rakhmàninov amb la seva família va marxar de Moscou cap a Dresden, Alemanya, el novembre de 1906. La ciutat s'havia convertit en una de les preferides tant de Rakhmàninov com de Natàlia, i s'hi van quedar fins al 1909, només van tornar a Rússia per a les seves vacances d'estiu a Ivanovka. A París, durant l'estiu de 1907, va veure una reproducció en blanc i negre de L'illa dels morts d'⁣Arnold Böcklin, que va servir d'inspiració per a la seva obra orquestral del mateix nom, op. 29. Malgrat els períodes ocasionals de depressió, apatia i poca fe en cap de les seves obres, Rakhmàninov va començar amb la seva Simfonia núm. 2 (op. 27) el 1906, dotze anys després de la desastrosa estrena de la seva primera. Mentre l'escrivia, Rakhmàninov i la família van tornar a Rússia, però el compositor es va desviar a París per participar en la temporada de concerts russos de Serguei Diàghilev el maig de 1907. La seva actuació com a solista en el seu Concert per a piano núm. 2 amb un bis del seu Preludi en do sostingut menor va ser un èxit triomfal. Rakhmàninov va recuperar la seva autoestima després de la reacció entusiasta a l'estrena de la seva Simfonia núm. 2 a principis de 1908, que li va valer el seu segon premi Glinka i 1.000 rubles.

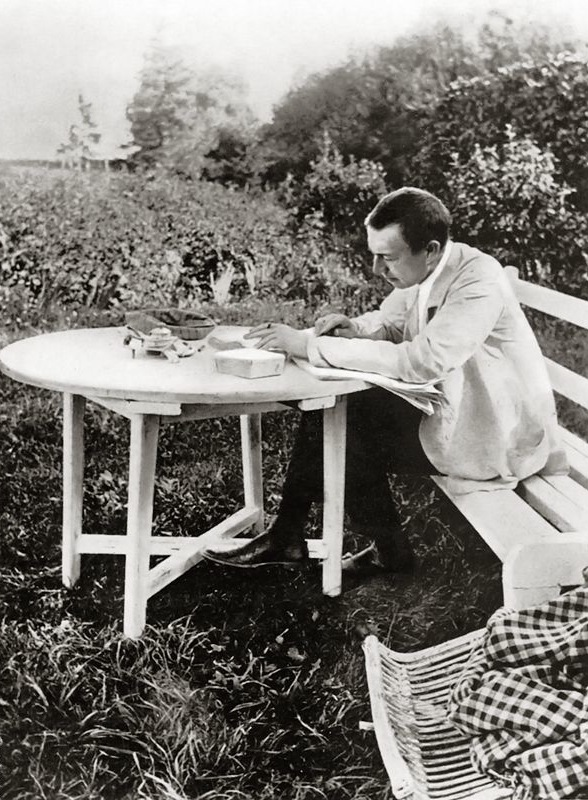
Rakhmàninov revisant el seu Concert per a piano núm. 3 a la finca Ivanovka, 1910

Mentre estava a Dresden, Rakhmàninov va acceptar actuar i dirigir als Estats Units com a part de la temporada de concerts 1909–1910 amb el director Max Fiedler i l'Orquestra Simfònica de Boston. Va passar temps durant les pauses a Ivanovka acabant una nova peça especialment per a la visita, el seu Concert per a piano núm. 3, op. 30, que va dedicar a Josef Hofmann. Durant la gira, el compositor va fer 26 actuacions, 19 com a pianista i 7 com a director, la qual cosa va suposar els seus primers recitals sense cap altre intèrpret al programa. La seva primera aparició va ser al Smith College de Northampton, Massachusetts per a un recital el 4 de novembre de 1909. La segona interpretació del Concert per a piano núm. 3 de l'⁣Orquestra Simfònica de Nova York va ser dirigida per Gustav Mahler a la ciutat de Nova York amb el compositor com a solista, una experiència que va atresorar personalment. Tot i que la gira va augmentar la popularitat del compositor a Amèrica, va declinar les ofertes posteriors a causa del temps allunyat de Rússia i la seva família.
En tornar a casa el febrer de 1910, Rakhmàninov es va convertir en vicepresident de la Societat Imperial Russa de Música (IRMS), el president de la qual era membre de la família reial. Més tard, el 1910, Rakhmàninov va completar la seva obra coral Litúrgia de Sant Joan Crisòstom, op. 31, però se'n va prohibir la representació perquè no seguia el format d'un servei litúrgic típic d'església. Durant dues temporades entre 1911 i 1913, Rakhmàninov va ser nomenat director permanent de la Societat Filharmònica de Moscou; va ajudar a augmentar el seu perfil i els ingresso del públic. El 1912, Rakhmàninov va deixar l'IRMS quan es va assabentar que un músic en un lloc administratiu va ser acomiadat per ser jueu.
Poc després de la seva renúncia, un Rakhmàninov esgotat va buscar temps per a la composició i va portar la seva família de vacances a Suïssa. Van marxar al cap d'un mes cap a Roma per a una visita que es va convertir en un període especialment tranquil i influent per al compositor, que vivia sol en un petit apartament a la Piazza di Spagna mentre la seva família s'allotjava en una pensió. Mentre era allà va rebre una carta anònima que contenia una traducció russa del poema d'⁣Edgar Allan Poe Les campanes de Konstantín Balmont, que el va afectar molt, i va començar a treballar en la seva simfonia coral del mateix títol, op. 35, partint d'això. El 1912, va néixer la segona filla de Rakhmàninov, Tatiana, i el seu període contemporani de composició va acabar bruscament quan les dues filles de Rakhmàninov van contreure casos greus de tifoide i van ser tractades a Berlín a causa de la confiança més gran del seu pare en els metges alemanys. Després de sis setmanes, els Rakhmàninov van tornar al seu pis de Moscou. El compositor va dirigir Les campanes a la seva estrena a Sant Petersburg a finals de 1913.
El gener de 1914, Rakhmàninov va començar una gira de concerts per Anglaterra que va ser rebuda amb entusiasme. Tenia massa por de viatjar sol després de la mort de Raoul Pugno a causa d'un atac de cor inesperat a la seva habitació d'hotel que va deixar al compositor desconfiat d'un destí similar. Després de l'esclat de la Primera Guerra Mundial aquell mateix any, la seva posició d'inspector de música a l'Institut de noblesa per a noies el va posar en el grup de servidors del govern que li va impedir unir-se a l'exèrcit, però el compositor va fer donacions benèfiques periòdiques per a la guerra. El 1915, Rakhmàninov va completar la seva segona gran obra coral, Vigílies nocturnes (op. 37). Va ser rebut amb tanta calidesa a la seva estrena a Moscou per ajudar a la guerra que es van programar ràpidament quatre actuacions posteriors.
La mort d'⁣Aleksandr Skriabin l'abril de 1915 va ser una tragèdia per a Rakhmàninov, que va fer una gira de recitals de piano dedicat a les composicions del seu amic per recaptar fons per a la vídua de Skriabin, que es trobava afectada econòmicament. Va marcar les seves primeres representacions públiques d'obres diferents de la seva. Durant unes vacances a Finlàndia aquell estiu, Rakhmàninov es va assabentar de la mort de Tanéiev, una pèrdua que també el va afectar molt. A finals d'any havia acabat els seus 14 romanços, op. 34, la secció final del qual, Vocalise, es va convertir en una de les seves peces més populars.

### Sortida de Rússia, emigració als EUA i concertista: 1917–1925
El dia que va començar la revolució de febrer de 1917 a Sant Petersburg, Rakhmàninov va fer un recital de piano a Moscou en ajuda dels soldats russos ferits que havien lluitat a la guerra. Va tornar a Ivanovka dos mesos després, i el va trobar en un caos després que un grup de membres del Partit Social Revolucionari se'l va apoderar com a propietat comuna. Tot i haver invertit la major part dels seus guanys a la finca, Rakhmàninov va abandonar la propietat després de tres setmanes, prometent que no tornaria mai més. Aviat va ser confiscat per les autoritats comunistes i va quedar abandonat. El juny de 1917, Rakhmàninov va demanar a Ziloti que li presentés visats per a ell i la seva família perquè poguessin marxar de Rússia, però Ziloti no el va poder ajudar. Després d'un descans amb la seva família a la més pacífica Crimea, el concert de Rakhmàninov a Ialta el 5 de setembre de 1917 havia de ser el seu darrer a Rússia. En tornar a Moscou, la tensió política que envoltava la Revolució d'Octubre va trobar el compositor mantenint la seva família a casa i participant en un col·lectiu al seu edifici d'apartaments, on assistia a reunions de comitè i feia guàrdia de nit. Va completar les revisions del seu Concert per a Piano núm. 1 entre trets i manifestacions a l'exterior.

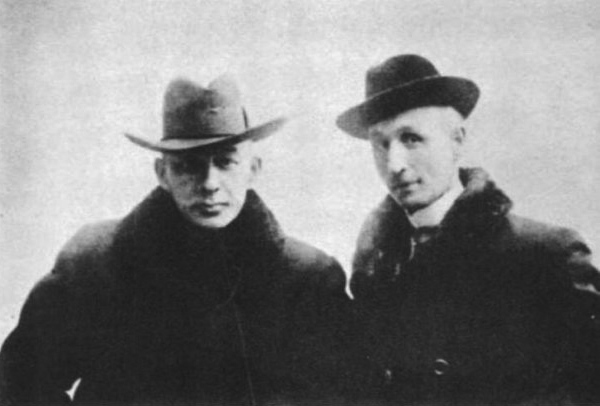
Rakhmàninov i Struve, 1918

Enmig de tanta agitació, Rakhmàninov va rebre una oferta inesperada per fer deu recitals de piano per Escandinàvia, que va acceptar immediatament, utilitzant-la com a excusa per obtenir permisos perquè ell i la seva família poguessin marxar del país. El 22 de desembre de 1917, van sortir de Sant Petersburg amb tren fins a la frontera amb Finlàndia, des d'on van viatjar a través de Finlàndia en un trineu obert i tren fins a Hèlsinki. Portant el que podien portar a les seves petites maletes, Rakhmàninov va portar alguns esbossos de composicions i partitures del primer acte de la seva òpera inacabada Monna Vanna i de l'òpera de Rimski-Kórsakov El gall d'or. Van arribar a Estocolm, Suècia, el 24 de desembre. El gener de 1918, es van traslladar a Copenhaguen, Dinamarca, i, amb l'ajuda de l'amic i compositor Nikolai Struve (1875–1920), establert a la planta baixa d'una casa. Endeutat i amb necessitat de diners, Rakhmàninov, de 44 anys, va triar l'actuació com la seva principal font d'ingressos, ja que una carrera únicament en composició era massa restrictiva. El seu repertori de piano era petit, la qual cosa va impulsar l'inici de la pràctica regular de la seva tècnica i d'aprendre noves peces per tocar. Rakhmàninov va fer una gira entre febrer i octubre de 1918.
Durant la gira escandinava, Rakhmàninov va rebre tres ofertes dels Estats Units: convertir-se en director de l'⁣Orquestra Simfònica de Cincinnati durant dos anys, dirigir 110 concerts en 30 setmanes per a l'Orquestra Simfònica de Boston i fer 25 recitals de piano. Estava preocupat per aquest compromís en un país desconegut i tenia pocs bons records de la seva gira de debut el 1909, així que va declinar els tres. Poc després de la seva decisió, Rakhmàninov va considerar que els Estats Units era avantatjosa econòmicament, ja que no podia mantenir la seva família només mitjançant la composició. Incapaç de pagar les despeses del viatge, el banquer rus i també emigrat Aleksandr Kamenka li va enviar un préstec per al viatge. També es van rebre diners d'amics i admiradors; el pianista Ignaz Friedman va aportar 2.000 dòlars. L'1 de novembre de 1918, els Rakhmàninov van pujar a l'SS Bergensfjord a Oslo, Noruega, amb destinació a la ciutat de Nova York, arribant onze dies després. La notícia de l'arribada del compositor es va estendre, i va fer que una multitud de músics, artistes i fans es reunissin a l'exterior de l'hotel The Sherry-Netherland, on s'allotjava.
Rakhmàninov es va ocupar ràpidament dels negocis, contractant el pianista Dagmar de Corval Rybner com a secretari, intèrpret i ajudant per tractar la vida nord-americana. Es va reunir amb Josef Hofmann, qui va informar diversos directors de concerts que el compositor estava disponible i li va suggerir que escollis Charles Ellis com a representant. Ellis va organitzar 36 actuacions per a Rakhmàninov per a la següent temporada de concerts 1918–1919; el primer, un recital de piano, va tenir lloc el 8 de desembre a Providence, Rhode Island. Rakhmàninov, encara en recuperació d'un cas de grip espanyola, va incloure el seu arranjament de The Star-Spangled Banner al programa. Abans de la gira havia rebut ofertes de nombrosos fabricants de pianos per fer actuacions amb els seus instruments; va escollir Steinway, l'únic que no li va oferir diners. L'associació de Steinway amb Rakhmàninov va continuar durant la resta de la seva vida.

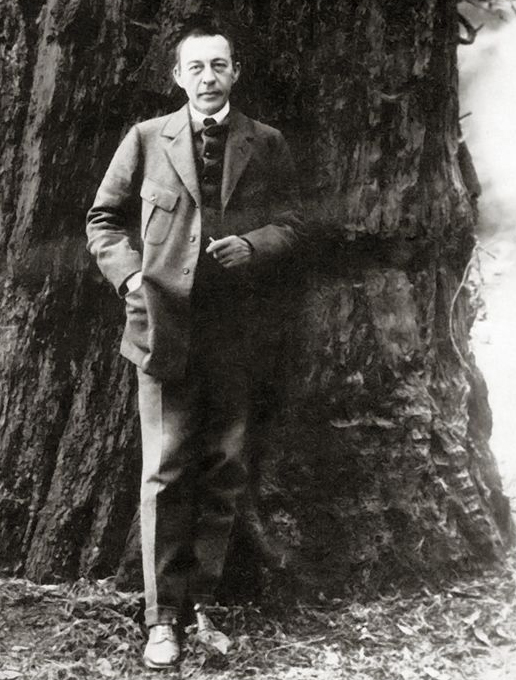
Rakhmàninov davant d'una sequoia gegant a Califòrnia, 1919

Després que la primera gira va acabar l'abril de 1919, Rakhmàninov es va emportar a la seva família a San Francisco. Es va recuperar i es va preparar per a la temporada vinent, un cicle que adoptaria la major part de la seva vida que li quedava. Com a intèrpret de gira, Rakhmàninov es va assegurar econòmicament sense gaires dificultats, i la família va viure una vida de classe mitjana alta amb criats, un xef i un xofer. Van recrear l'atmosfera d'Ivanovka al seu apartament de la ciutat de Nova York entretenint convidats russos, contractant russos i continuant observant els costums russos. Malgrat la capacitat de parlar una mica d'anglès, Rakhmàninov va fer traduir la seva correspondència al rus. Va gaudir d'alguns luxes personals, com ara vestits a mida de qualitat i l'últim model de cotxes.
El 1920, Rakhmàninov va signar un contracte de gravació amb la Victor Talking Machine Company que li va fer guanyar uns ingressos molt necessaris i va començar la seva llarga associació amb RCA. Durant unes vacances familiars a Goshen, Nova York, aquell estiu es va assabentar de la mort accidental de Struve, la qual cosa va fer que Rakhmàninov enfortís els llaços que tenia amb els que encara es trobaven a Rússia i va enviar diners regulars i paquets de menjar a la seva família, amics, estudiants i els que ho necessitaven. A principis de 1921, Rakhmàninov va sol·licitar documentació per visitar Rússia, l'única vegada que ho faria després d'abandonar el país, però el progrés va cessar quan va ser operat per un dolor a la templa dreta. L'operació no va alleujar els seus símptomes i l'alleujament només va arribar després de fer-se un treball dental anys després. Després de sortir de l'hospital, va comprar un apartament al número 33 de Riverside Drive a l'⁣Upper West Side de Manhattan, amb vista al riu Hudson.
La primera visita de Rakhmàninov a Europa des que va emigrar va tenir lloc el maig de 1922, amb concerts a Londres. A continuació, els Rakhmàninov i els Satins es van reunir a Dresden, després de la qual cosa el compositor es va preparar per a una agitada temporada de concerts 1922-1923 de 71 actuacions en cinc mesos. Durant un temps, va llogar un vagó de tren que estava equipat amb un piano i pertinences per estalviar temps amb les maletes. El 1924, Rakhmàninov va rebutjar una invitació per ser director de l'Orquestra Simfònica de Boston. L'any següent, després de la mort del marit de la seva filla Irina, que en aquell moment estava embarassada (més tard la néta s'anomenaria Sophie Volkonsky), Rakhmàninov va fundar TAIR (Tatiana i Irina), una editorial de París que portava el nom de les seves filles que es va especialitzar en obres d'ell mateix i d'altres compositors russos.

### Gira, composicions finals i Villa Senar: 1926–1942
La vida de Rakhmàninov com a intèrpret en gires i els horaris exigents que això comportava van fer que la seva producció compositiva disminuís significativament. En els 24 anys entre la seva arribada als Estats Units i la seva mort, només va completar sis peces noves, va revisar algunes de les seves obres anteriors i va escriure transcripcions per a piano per al seu repertori en directe. Va admetre que en sortir de Rússia, "he deixat enrere el meu desig de compondre: perdent el meu país, també em vaig perdre a mi mateix". El 1926, després d'haver-se concentrat en les gires durant els últims vuit anys, va prendre un any de descans i va completar el Concert per a piano núm. 4, que havia començat el 1917, i Three Russian Songs, que va dedicar a Leopold Stokowski.
Rakhmàninov va buscar la companyia de músics russos i es va fer amic del pianista Vladimir Horowitz el 1928. Es van donar suport mútuament i cada un es va dedicar a assistir als concerts de l'altre, i Horowitz va seguir sent un defensor de les obres de Rakhmàninov i en particular del seu Concert per a Piano núm. 3. El 1930, en un esdeveniment poc freqüent, Rakhmàninov va permetre al compositor italià Ottorino Respighi orquestrar peces dels seus Études-Tableaux, op. 33 (1911) i els Études-Tableaux, Op. 39 (1917), donant a Respighi les inspiracions darrere de les composicions. El desembre de 1931, la seva filla es va comprometre a casar-se amb Boris Conus, amb un segon net, Alexander Conus, nascut més tard a la parella. El 1931, Rakhmàninov i altres van signar un article al The New York Times que criticava les polítiques culturals de la Unió Soviètica. La música del compositor va patir un boicot a la Unió Soviètica a conseqüència de la reacció de la premsa soviètica, que va durar fins al 1933.
De 1929 a 1931, Rakhmàninov va passar els seus estius a França a Clairefontaine-en-Yvelines prop de Rambouillet, trobant-se amb altres emigrats russos i les seves filles. El 1930, el seu desig de compondre havia tornat i va buscar una nova ubicació per escriure noves peces. Va comprar un terreny prop de Hertenstein a la vora del llac de Lucerna, Suïssa, i va supervisar la construcció de la seva casa, que va anomenar Villa Senar després de les dues primeres lletres del seu nom i el de la seva dona, afegint la "r" del nom de la família. Rakhmàninov va passar els estius a Villa Senar fins al 1939, sovint amb les seves filles i néts, amb qui conduïa la seva barca de motor al llac de Lucerna, una de les seves activitats preferides. A la comoditat de casa seva, Rakhmàninov va completar Rapsòdia sobre un tema de Paganini el 1934 i la Simfonia No. 3 el 1936.
L'octubre de 1932, Rakhmàninov va començar una exigent temporada de concerts que constava de 50 actuacions. La gira va marcar el quarantè aniversari del seu debut com a pianista, pel qual diversos dels seus amics russos que ara vivien a Amèrica li van enviar un pergamí i una corona per celebrar-ho. La fràgil situació econòmica dels EUA va fer que el compositor actués per a un públic més reduït i va perdre diners en les seves inversions i accions. L'etapa europea d'aquesta gira l'any 1933 va veure Rakhmàninov celebrar el seu seixanta aniversari entre companys músics i amics, després de la qual cosa es va retirar a Villa Senar per passar l'estiu. El maig de 1934, Rakhmàninov va ser sotmès a una intervenció menor i dos anys més tard, es va retirar a Aix-les-Bains a França per millorar la seva artritis. Durant una visita a Villa Senar el 1937, Rakhmàninov va iniciar converses amb el coreògraf Michel Fokine sobre un ballet basat en Niccolò Paganini que havia de presentar la seva rapsòdia. Es va estrenar a Londres l'any 1939 amb la presència de les filles del compositor. El 1938, Rakhmàninov va interpretar el seu Concert per a piano núm. 2 en un concert benèfic al Royal Albert Hall de Londres per fer content a Henry Wood, fundador dels concerts de Promenade i admirador de Rakhmàninov, que volia que fos l'únic solista de l'espectacle. Rakhmàninov va estar d'acord, sempre que l'actuació no s'emetés a la ràdio a causa de la seva aversió al mitjà.
La temporada de concerts 1939-1940 va veure Rakhmàninov fer menys concerts de l'habitual, amb un total de 43 aparicions que van ser majoritàriament als Estats Units. La gira va continuar amb cites per Anglaterra, després de les quals Rakhmàninov va visitar la seva filla Tatiana a París i va tornar a Villa Senar. No va poder actuar durant un temps després de relliscar per terra a la vila i fer-se mal. Es va recuperar prou com per actuar al Festival Internacional de Música de Lucerna l'11 d'agost de 1939. Havia de ser el seu darrer concert a Europa. Amb la Segona Guerra Mundial imminent, va tornar a París dos dies després, on ell, la seva dona i les dues filles estaven junts per última vegada abans que el compositor abandonés Europa el 23 d'agost. Amb l'ajuda financera de Rakhmàninov, Ivan Ilín va poder pagar la fiança i establir-se a Suïssa. Rakhmàninov donaria suport a l'esforç de guerra de la Unió Soviètica contra l'Alemanya nazi a partir de mitjans de 1941, donant els rebuts de molts dels seus concerts en benefici de l'⁣Exèrcit Roig.
Al seu retorn als Estats Units, Rakhmàninov va actuar amb l'⁣Orquestra de Filadèlfia a la ciutat de Nova York amb el director Eugene Ormandy el 26 de novembre i el 3 de desembre de 1939, com a part de la sèrie especial de concerts de l'orquestra dedicats al compositor en la celebració del trentè aniversari del seu Debut als EUA. El concert final del 10 de desembre va veure Rakhmàninov dirigir la seva Simfonia núm. 3 i Les campanes, marcant la seva primera actuació com a director des de 1917. La temporada de concerts va deixar Rakhmàninov cansat, i va passar l'estiu descansant d'una cirurgia menor a Orchard's Point, una finca prop de Huntington, Nova York a Long Island. Durant aquest període Rakhmàninov va completar la seva darrera composició, les Danses simfòniques, op. 45, que va ser estrenada per Ormandy i l'Orquestra de Filadèlfia el gener de 1941, amb la presència de Rakhmàninov. El desembre de 1939, Rakhmàninov va començar un extens període d'enregistraments que va durar fins al febrer de 1942 i va incloure el seu Concert per a piano núm. 1 i 3 i la Simfonia núm. 3 a l'⁣Acadèmia de Música de Filadèlfia.

### Malaltia, trasllat a Califòrnia i mort: 1942–43

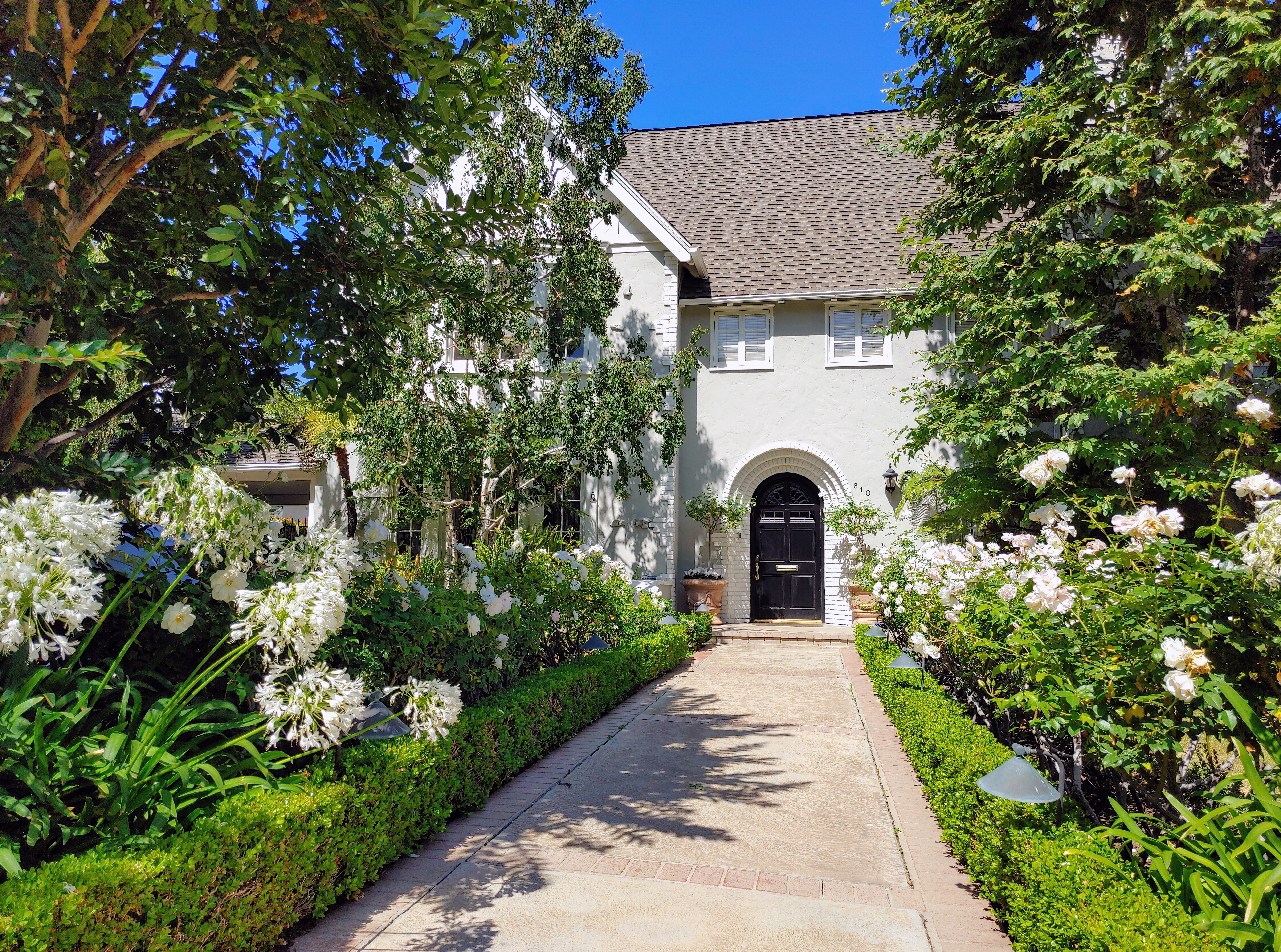
Casa de Serguei Rakhmàninov al 610 North Elm Drive a Beverly Hills, Califòrnia

A principis de 1942, el seu metge va aconsellar a Rakhmàninov que es traslladés a un clima més càlid per millorar la seva salut després de patir esclerosi, lumbago, neuràlgia, pressió arterial alta i mals de cap. Després de completar les seves últimes sessions d'enregistrament d'estudi durant aquest període al febrer, un trasllat a Long Island va fracassar després que el compositor i la seva dona expressessin un major interès per Califòrnia, i inicialment es van instal·lar el mig en una casa arrendada a Tower Road a Beverly Hills. Al juny van comprar una casa al 610 North Elm Drive de Beverly Hills, vivint a prop d'Horowitz, que sovint visitava i interpretava duets de piano amb Rakhmàninov. Més tard, el 1942, Rakhmàninov va convidar Ígor Stravinski a sopar, els dos compartint les seves preocupacions per una Rússia devastada per la guerra i els seus fills a França.

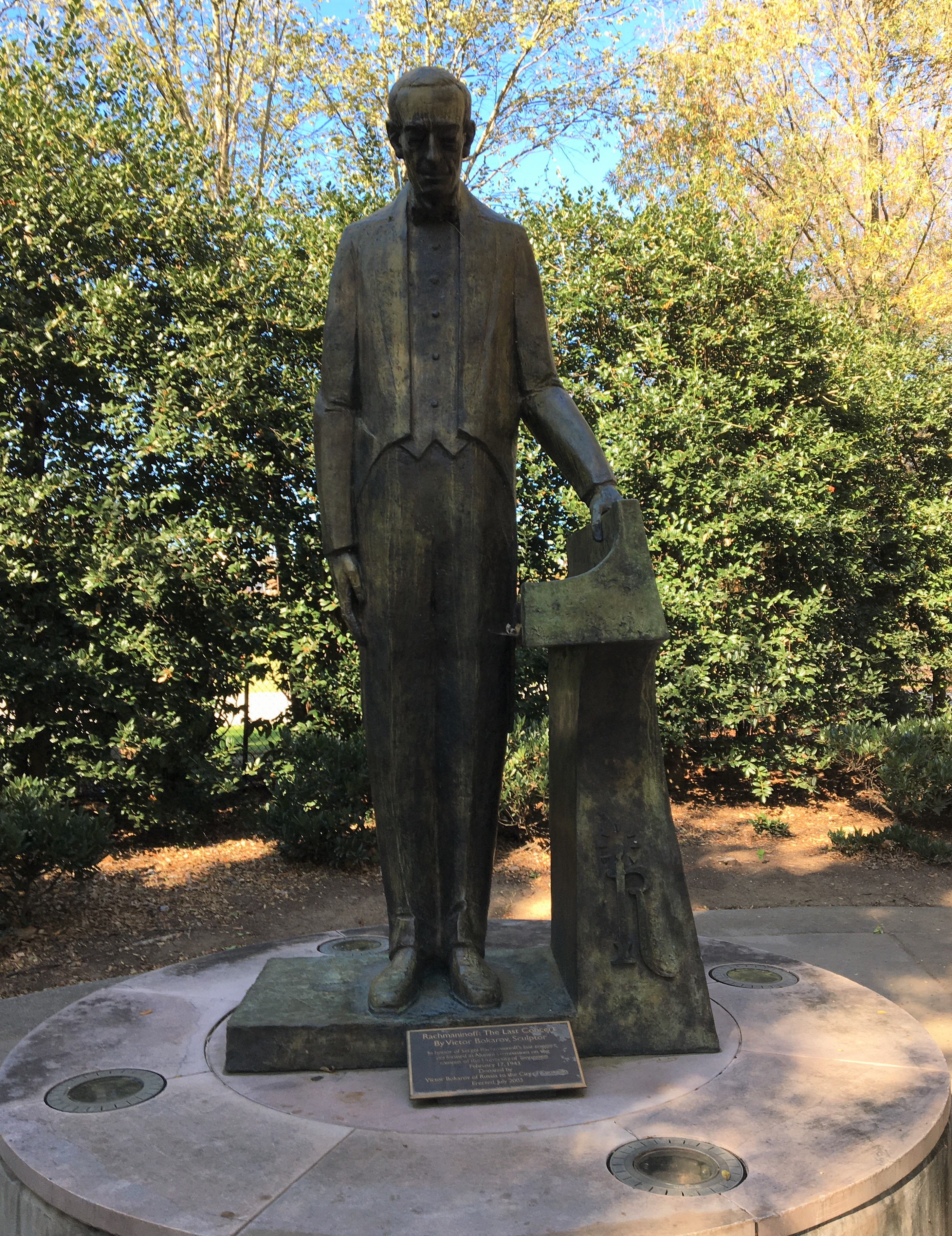
Estàtua commemorativa de l'últim concert de Rakhmàninov, a Knoxville, Tennessee

Poc després d'una actuació al Hollywood Bowl el juliol de 1942, Rakhmàninov patia lumbago i fatiga. Va informar el seu metge, Alexander Golitsyn, que la temporada vinent de concerts de 1942–1943 seria la seva última, per tal de dedicar el seu temps a la composició. La gira va començar el 12 d'octubre de 1942 i el compositor va rebre moltes crítiques positives malgrat la seva salut deteriorada. Rakhmàninov i la seva dona Natalia es trobaven entre les 220 persones que es van convertir en ciutadans nord-americans naturalitzats en una cerimònia celebrada a la ciutat de Nova York l'1 de febrer de 1943. Més tard aquell mes es va queixar de tos persistent i mal d'esquena; un metge li va diagnosticar pleuresia i li va aconsellar que un clima més càlid ajudaria a la seva recuperació. Rakhmàninov va optar per continuar la gira, però es va sentir tan malalt durant els seus viatges a Florida que es van cancel·lar les dates restants i va tornar a Califòrnia amb tren, on una ambulància el va portar a l'hospital. Va ser llavors quan a Rakhmàninov se li va diagnosticar una forma agressiva de melanoma. La seva dona va portar Rakhmàninov a casa on es va reunir amb la seva filla Irina. Les seves últimes aparicions com a concertista solista, interpretant el Primer Concert per a piano de Beethoven i la seva Rapsòdia sobre un tema de Paganini, van ser els dies 11 i 12 de febrer amb l'⁣Orquestra Simfònica de Chicago sota la batuta de Hans Lange i el 17 de febrer, a la Universitat de Tennessee a Knoxville, Tennessee, va fer el seu últim recital com a pianista.

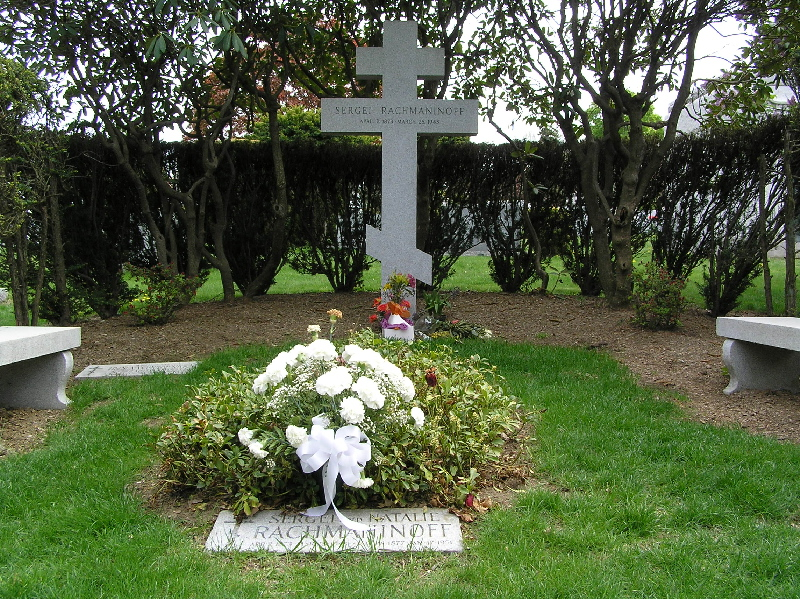
La tomba de Rakhmàninov al cementiri de Kensico el maig de 2006

La salut de Rakhmàninov va disminuir ràpidament l'última setmana de març de 1943. Va perdre la gana, tenia dolor constant als braços i als costats i cada cop li costava més respirar. El 26 de març, el compositor va perdre el coneixement i va morir dos dies després a la seva casa de Beverly Hills, a 69 anys. Un missatge de diversos compositors de Moscou amb salutacions havia arribat massa tard perquè Rakhmàninov el pogués llegir. El funeral va tenir lloc a l'Església Ortodoxa Russa de la Santa Verge Maria al carrer Micheltorena de Silver Lake. En el seu testament, Rakhmàninov volia ser enterrat al cementiri de Novodévitxi a Moscou, on van ser enterrats Skriabin, Tanéiev i Txékhov, però la seva ciutadania nord-americana ho va fer impossible. En canvi, va ser enterrat al cementiri Kensico de Valhalla, Nova York.
Després de la mort de Rakhmàninov, la poeta Marietta Šaginjan va publicar quinze cartes que van intercanviar des del seu primer contacte el febrer de 1912 i la seva reunió final el juliol de 1917. La naturalesa de la seva relació limitava amb el romàntic, però era principalment intel·lectual i emocional. Šaginjan i la poesia que va compartir amb Rakhmàninov s'han citat com a inspiració per a les seves Sis cançons, op. 38.

## Personalitat
A mesura que Rakhmàninov s'adonava que ja mai més no tornaria a la seva estimada terra es deprimia més i el va sobrepassar la malenconia. L'any 1961 Eugene Ormandy en una entrevista, va dir:
«Rakhmàninov era, realment, com dues persones diferents. Ell odiava la seva pròpia música, i gairebé sempre estava infeliç per culpa d'això, i quan el públic el veia tocant o dirigint, només podien observar aquesta faceta de la seva personalitat. Però, dins del seu cercle d'amistats més íntimes, tenia un bon sentit de l'humor i un bon esperit.»

## Estil de composició

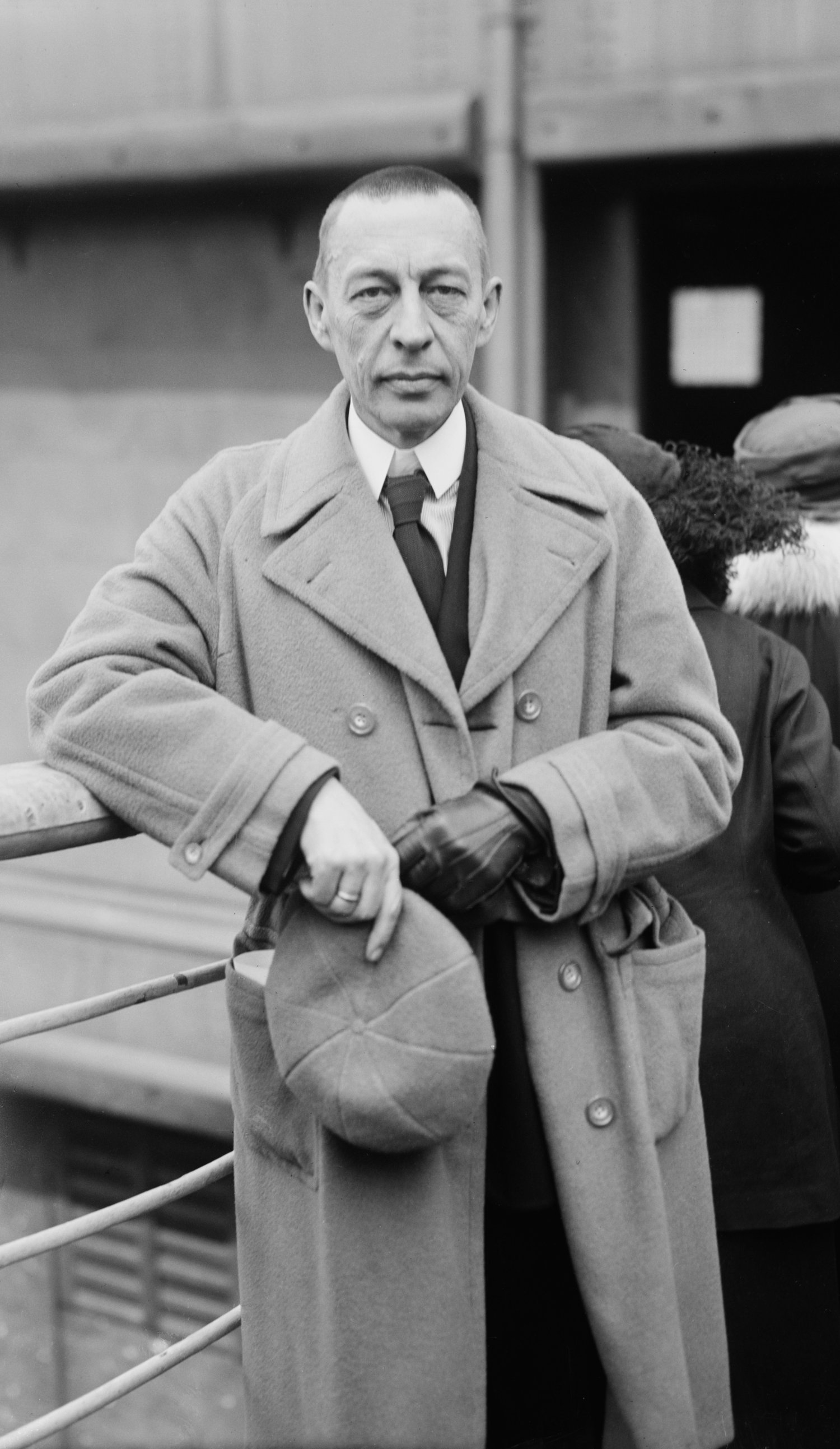
Rakhmàninov

L'estil de Rakhmàninov és fonamentalment rus: la seva música demostra la influència de Txaikovski, l'ídol de la seva joventut, però acaba anant més enllà. Rakhmàninov utilitza el tema gregorià del Dies Irae en diverses de les seves obres com L'illa dels morts o Rapsòdia sobre un tema de Paganini.
Molt especialment important és l'ús de les campanes com a so. En podem trobar exemples en la seva cantata The Bells, la primera suite per a dos pianos o a les Danses simfòniques.També enamorat dels cants ortodoxos russos, els utilitza en les Vespres i també són font d'inspiració per a moltes de les seves melodies. Les melodies de l'obertura de la seva Primera simfonia deriven d'aquests cants. (La melodia d'obertura del seu Tercer concert per a piano no deriva d'aquests cants, falsa idea que molts músics tenen de Rakhmàninov. Quan se li va preguntar per això a Rakhmàninov, va contestar que ell ho havia escrit).
En els scherzos, utilitzava una forma modificada del rondó, com per exemple a l'scherzo de la Sonata per a violoncel i a l'scherzo de la segona simfonia. A vegades, també utilitzava la fuga com a mètode de desenvolupament.
Rakhmàninov tenia una gran habilitat en l'escriptura del contrapunt i de la fuga. Un aspecte característic de la seva escriptura és el contrapunt cromàtic.
A les seves últimes obres, com en el Concert per a piano núm. 4 (Op. 40, 1926) i les Variacions sobre un tema de Corelli (Op. 42, 1931), van ser compostes en un estil més emocional, fent-se menys populars entre el públic, malgrat l'originalitat de la música. En aquestes últimes composicions, Rakhmàninov buscava un major sentit de compressió i desenvolupament emotiu durant el desenvolupament de la melodia. No obstant això, algunes de les melodies més boniques (nostàlgiques i malenconioses) apareixen a la tercera simfonia, a la Rapsòdia de Paganini i a les Danses simfòniques.

## Pianisme
El pianisme de Rakhmàninov es considera, generalment, entre els millors del segle xx. Al llarg de la seva vida, va exhibir les característiques de l'escola pianística russa: capacitat interpretativa sense esforç, llibertat interpretativa i una llibertat creativa dinàmica i expressiva.

### Primers enregistraments
Rakhmàninov va fer els seus primers enregistraments per a Edison Records en els tipus de disc que anomenaven Diamond Disc, ja que eren els que demostraven una millor fidelitat acústica alhora d'enregistrar el piano. Per tal d'assegurar que les preses seleccionades fossin les de millor qualitat artística, Rakhmàninov va sol·licitar ser ell personalment, qui aprovés qualsevol publicació comercial. Malgrat això, la companyia va publicar també les múltiples preses alternatives, fet comú en la indústria del gramòfon de l'època. Enfadat, Rakhmàninov va deixar la companyia i va començar a enregistrar amb la Victor Talking Machine Company (1920) i la seva successora RCA Victor. Aquesta companyia va acceptar les restriccions de Rakhmàninov i orgullosa de tenir-lo amb ells, el va anunciar com un dels seus grans artistes. Rakhmàninov també va fer nombrosos rodets per a piano primer sense massa confiança en la qualitat musical que podia oferir un rodet de paper perforat, però quan la companyia Ampico el va convidar a escoltar el primer rodet mestre el 1919 va quedar tan gratament sorprès que va seguir treballant per a la companyia fins a deu anys més tard.

### Enregistraments d'estudi

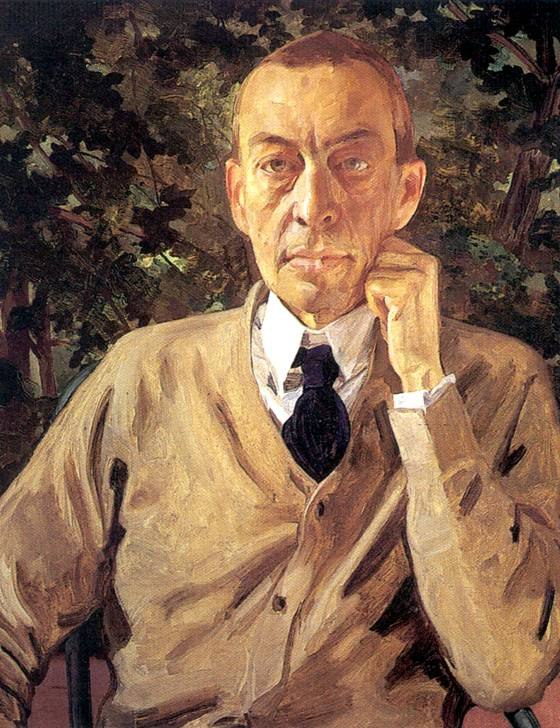
Retrat de Rakhmàninov (Konstantin Somov, 1925)

Molts dels enregistraments de Rakhmàninov són reconeguts com a versions de referència, especialment el Carnaval de Robert Schumann i la Marxa fúnebre de Frédéric Chopin, considerada per alguns la pedra angular del seu treball.

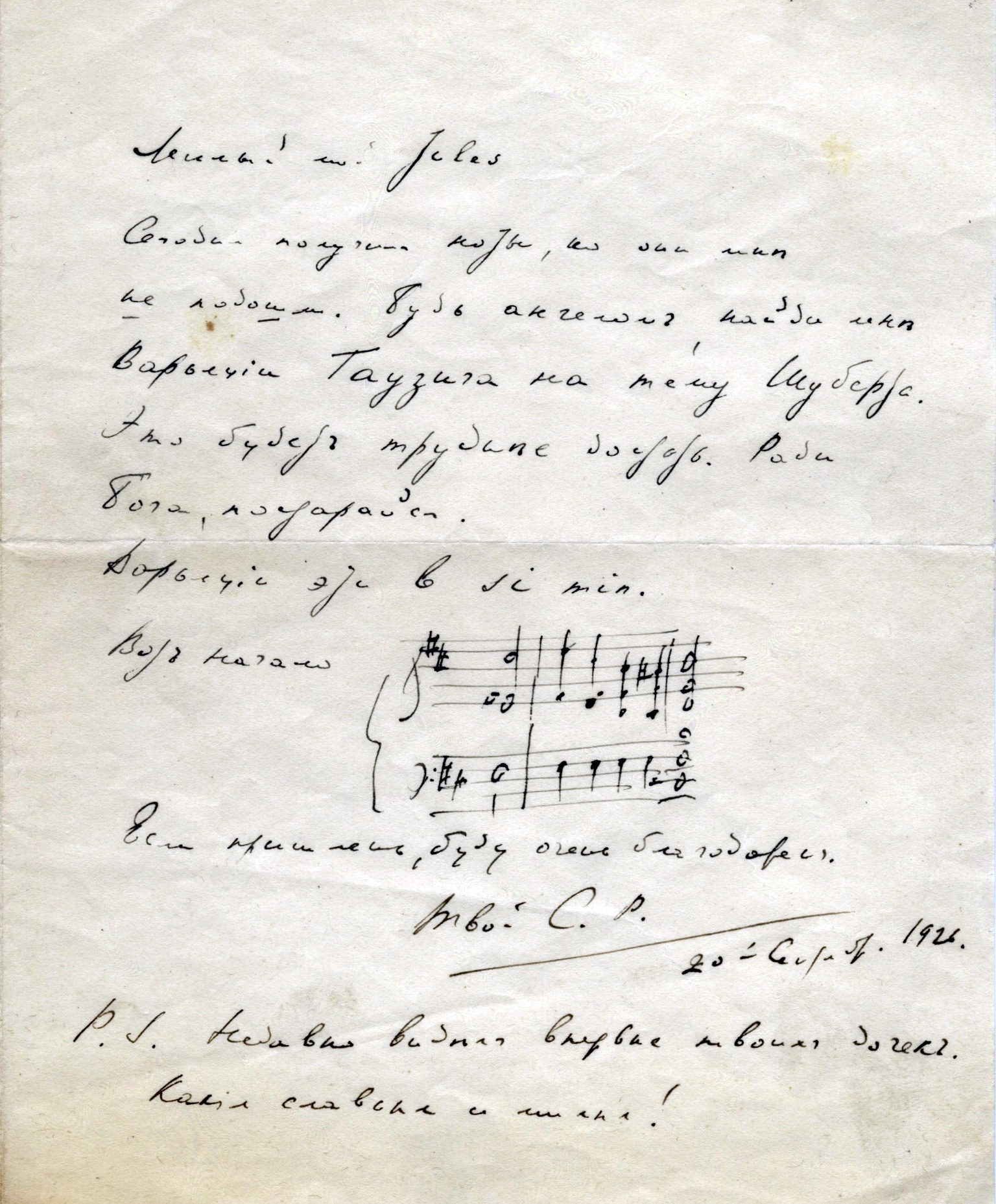
Carta manuscrita de Rakhmàninov, en rus (1926)

Rakhmàninov va gravar els seus quatre concerts amb l'orquestra de Filadèlfia, el primer, tercer i quart sota la direcció d'Eugene Ormandy i dues versions del seu segon concert amb Leopold Stokowski, així com un primer enregistrament de la Rapsòdia sobre un tema de Paganini. Rakhmàninov hauria volgut gravar altres treballs importants per a piano com la Sonata "Waldstein" de Beethoven, la sonata en si menor de Liszt i les seves Dances simfòniques amb la col·laboració de Vladimir Horowitz, però, malauradament, la RCA no ho va considerar comercialment interessant. També hauria volgut gravar la seva Segona Simfonia completa però en comptes d'això, Ormandy va gravar una versió més curta que va ser utilitzada durant molt de temps (finalment, Ormandy va poder gravar la segona simfonia en la seva edició íntegra el 1973). Rakhmàninov també va fer tres grans gravacions com a director amb l'orquestra de Filadèlfia, que inclouen la seva pròpia tercera simfonia, l'Illa dels morts i una versió orquestrada per ell mateix del Vocalise.
Els seus últims enregistraments van ser fets per la RCA, al febrer de 1942. Una prohibició de la Unió de Músics va impedir preventivament que continués gravant fins a un any abans de la seva mort.

## Obres destacades
- Preludi en do sostingut menor (1892) (va ser la seva obra més coneguda en vida).
- Trio elegíac (1893) (dedicada a la memòria del seu admirat músic Piotr Ilitx Txaikovski).
- Primera Simfonia (1897)
- Segona Simfonia (1907)
- Preludi en si bemoll major op.23 núm. 2
- Preludi en re major op. 23 núm. 4
- L'illa dels morts op. 29 - Poema simfònic

### Òperes
- Aleko (1892)
- El cavaller avar (1904)
- Francesca da Rimini (1905)
- Salammbô, projectada (1906)
- Monna Vanna, inacabada

### Piano i orquestra
| Opus | Títol                                  | Àudio                    | Data | Comentari |
| ---- | -------------------------------------- | ------------------------ | ---- | --- |
| 1    | Primer concert per a piano i orquestra |                          | 1891 | |
| 18   | Segon concert per a piano i orquestra  | Primer moviment (?·pàg.) | 1901 | Una de les peces més conegudes actualment; també és la cèlebre banda sonora de la pel·lícula Breu encontre, David Lean, 1945 |
| 30   | Tercer concert per a piano i orquestra |                          | 1909 | |
| 40   | Quart concert per a piano i orquestra  |                          | 1926 | |
| 43   | Rapsòdia sobre un tema de Paganini     |                          | 1934 | |
|      |                                        |                          |      | |

#### Llibres
- Bertensson, Sergei; Leyda, Jay. Sergei Rachmaninoff – A Lifetime in Music.  New York: New York University Press, 1956. ISBN 978-0-814-70044-0.
- Cannata, David Butler. Rachmaninoff and The Symphony.  Innsbruck: Studien Verlag, 1999. ISBN 978-3-706-51240-4.
- Cunningham, Robert E. Sergei Rachmaninoff: A Bio-bibliography.  Santa Barbara: Greenwood Publishing Group, 2001. ISBN 978-0-313-30907-6.
- Frey, Emily. «Tchaikovsky's Echoes, Chaliapin's Sobs: Aleko, Rachmaninoff, and the Contemporary». A: Rachmaninoff and His World.  Chicago: University of Chicago Press, 2022, p. 101–138. ISBN 978-0-226-82374-4.
- Harrison, Max. Rachmaninoff: Life, Works, Recordings.  Londres: Bloomsbury Publishing, 2006. ISBN 978-0-826-49312-5.
- Lyle, Watson. Rachmaninoff: A Biography.  Londres: William Reeves Bookseller, 1939. ISBN 978-0-404-13003-9.
- Maes, Francis. A History of Russian Music: From Kamarinskaya to Babi Yar.  Berkeley: University of California Press, 2002. ISBN 978-0-520-21815-4.
- Martyn, Barrie. Rachmaninoff: Composer, Pianist, Conductor.  Aldershot: Scolar Press, 1990. ISBN 978-0-859-67809-4.
- Norris, Geoffrey. Rachmaninoff.  Oxford: Oxford University Press, 2001a. ISBN 978-0-198-16488-3.
- Norris, Geoffrey. «Rachmaninoff, Serge». A: Stanley Sadie. The New Grove Dictionary of Music and Musicians.  Londres: MacMillan, 2001b, p. 707–718. ISBN 978-0-333-23111-1.
- Norris, Geoffrey. «Rakhmaninov, Sergey». A: Alison Latham. The Oxford Companion to Music.  Oxford: Oxford University Press, 2002, p. 1025–1026. ISBN 978-0-198-66212-9. OCLC 59376677.
- O'Connell, Charles. The Victor Book of the Symphony. Revised.  New York: Simon & Schuster, 1941.
- Obenchain, Elaine. The complete catalog of Ampico reproducing piano rolls.  New York: Vestal Press, 1987. ISBN 0-911572-62-7. OCLC 314284925.
- Piggott, Patrick. Rachmaninov Orchestral Music.  Seattle: University of Washington Press, 1974. ISBN 978-0-295-95308-3.
- Plaskin, Glenn. Horowitz: A Biography.  New York: William Morrow and Company, 1983. ISBN 978-0-688-01616-6.
- Riesemann, Oskar von. Rachmaninoff's Recollections, Told to Oskar von Riesemann.  New York: Macmillan, 1934. ISBN 978-0-83695-232-2.
- Robinson, Harlow. Russians in Hollywood, Hollywood's Russians: Biography of an Image.  Lebanon: University Press of New England, 2007. ISBN 978-1-555-53686-2.
- Rubinstein, Arthur. My Many Years.  New York: Knopf, 1980. ISBN 0-394-42253-8.
- Schonberg, Harold C. The Great Pianists. 2nd.  New York: Simon & Schuster, 1987. ISBN 978-0-393-03857-6.
- Schonberg, Harold C. The Virtuosi: Classical Music's Great Performers From Paganini to Pavarotti.  New York: Vintage Books, 1988. ISBN 978-0-394-75532-8.
- Schonberg, Harold C. The Lives of the Great Composers. 3rd.  New York: W. W. Norton, 1997. ISBN 978-0-349-10972-5.
- Scott, Michael. Rachmaninoff.  Cheltenham: The History Press, 2011. ISBN 978-0-7524-7242-3.
- Seroff, Victor Ilyitch. Rachmaninoff: A Biography.  New York: Simon & Schuster, 1950. ISBN 978-0-836-98034-9.
- Sylvester, Richard D. Rachmaninoff's Complete Songs: A Companion with Texts and Translations.  Bloomington: Indiana University Press, 2014. ISBN 978-0-2530-1259-3.
- Threlfall, Robert; Norris, Geoffrey. A Catalogue of the Compositions of Rachmaninoff.  Londres: Scolar Press, 1982. ISBN 978-0-859-67617-5.
- Unbegaun, Boris Ottokar; Uspenskiĭ, Boris Andreevich. Русские фамилии (en russian).  Moscow: Progress Publisher, 1989. ISBN 978-5-01-001045-4. OCLC 21065596.
- Wehrmeyer, Andreas. Rakhmaninov.  Londres: Haus Publishing, 2004. ISBN 978-1-904341-50-5.

#### Premsa
- Burkholder, J. Peter «Review of The Cambridge History of Twentieth-Century Music». Notes, vol. 63, 4, 2007, pàg. 844–848. DOI: 10.1353/not.2007.0058. ISSN: 0027-4380. JSTOR: 4487887.
- Carruthers, Glen «The (re)appraisal of Rachmaninov's music: contradictions and fallacies». The Musical Times, vol. 147, 1896, 2006, pàg. 44–50. DOI: 10.2307/25434403. JSTOR: 25434403.
- Dąbrowski, K P; Stankiewicz-Jóźwicka, H; Kowalczyk, A; Wróblewski, J; Ciszek, B «Morphology of sesamoid bones in keyboard musicians». Folia Morphologica, vol. 80, 2, 2021, pàg. 410–414. DOI: 10.5603/FM.a2020.0066. ISSN: 1644-3284. PMID: 32639576.
- Mayne, Basil «Conversations with Rachmaninoff». Musical Opinion, vol. 60, 10-1936, pàg. 14–15.
- Norris, Geoffrey «Rakhmaninov's Apprenticeship». The Musical Times, vol. 124, 1688, 1983, pàg. 602–603, 605. DOI: 10.2307/961696. JSTOR: 961696.
- Ramachandran, Manoj; Aronson, Jeffrey K. «The diagnosis of art: Rachmaninov's hand span». Journal of the Royal Society of Medicine, vol. 99, 10, 2006, pàg. 529–530. DOI: 10.1177/014107680609901015. PMC: 1592053. PMID: 17066567.
- Simpson, Anne «Dear Re: A Glimpse into the Six Songs of Rachmaninoff's Opus 38». College Music Symposium, vol. 24, 1, 1984, pàg. 97–106. JSTOR: 40374219.
- Walsh, Stephen «Sergei Rachmaninoff 1873 - 1943». Tempo, vol. 105, 105, 1973, pàg. 12–21. DOI: 10.1017/S004029820005748X. JSTOR: 942978.
- Yasser, Joseph «Progressive Tendencies in Rachmaninoff's Music». Tempo, vol. 22, 22, 1951, pàg. 11–25. JSTOR: 943073.
- Yasser, Joseph «The Opening Theme of Rachmaninoff's Third Piano Concerto and its Liturgical Prototype». The Musical Quarterly, vol. LV, 3, 1969, pàg. 313–328. DOI: 10.1093/mq/LV.3.313. JSTOR: 741003.
- Young, D. A. B. «Rachmaninov and Marfan's syndrome». British Medical Journal, vol. 293, 6562, 1986, pàg. 1624–1626. DOI: 10.1136/bmj.293.6562.1624. PMC: 1351877. PMID: 3101945.